# Interacción farmacológica

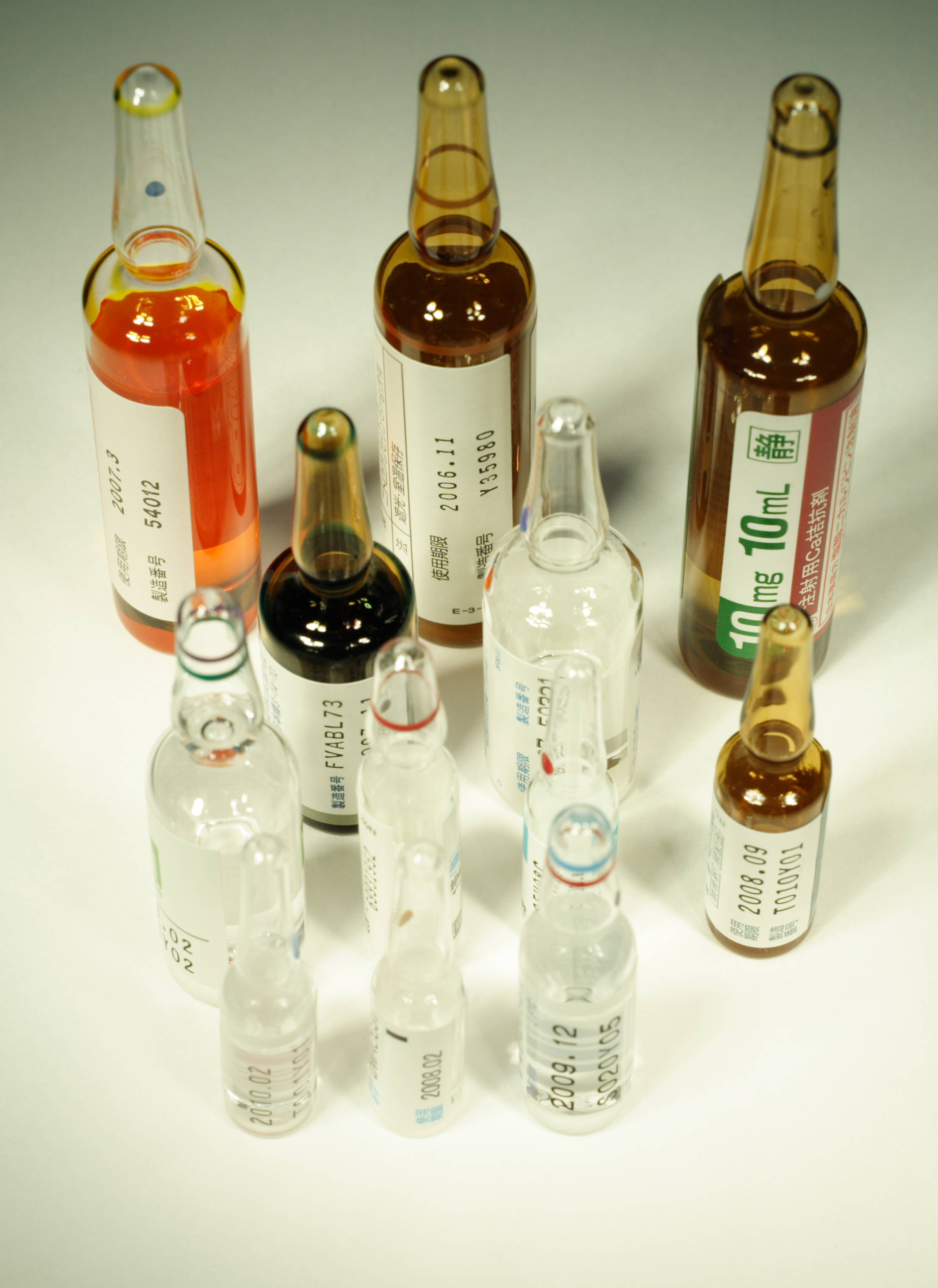
Ciertos medicamentos pueden afectar la actividad de otros cuando se mezclan durante su administración, una interacción farmacológica probable al tomar más de un medicamento al mismo tiempo.

Se conoce como interacción farmacológica a la modificación del efecto de un fármaco por la acción de otro cuando se administran conjuntamente. Esta acción puede ser de tipo sinérgico (cuando el efecto aumenta) o antagonista (cuando el efecto disminuye). De aquí se deduce la importancia de las interacciones farmacológicas en el campo de la medicina. Si un paciente que toma dos fármacos va aumentado el efecto de uno de ellos se puede caer en una situación de sobredosis y, por tanto, de mayor riesgo de que aparezcan efectos secundarios. A la inversa, si ve su acción disminuida se puede encontrar ante falta de utilidad terapéutica por infradosificación. No obstante lo anterior, las interacciones pueden ser buscadas para conseguir un mejor efecto terapéutico. Son ejemplos ilustrativos la asociación de la codeína al paracetamol para aumentar su efecto analgésico o la combinación de ácido clavulánico y la amoxicilina para evitar la resistencia de las bacterias al antibiótico. Igualmente hay que considerar que existen interacciones que aunque desde el punto de vista teórico estén presentes, en la práctica clínica no tienen repercusión de interés.
Por su naturaleza, las interacciones farmacológicas tienen interés especial en medicina animal y humana, sobre todo las interacciones que conllevan efectos negativos para el organismo. El riesgo de aparición de una interacción farmacológica aumenta en función del número de fármacos administrados al mismo tiempo a un paciente.
En ocasiones la interacción no es entre dos fármacos, sino entre un fármaco y otra sustancia presente en el organismo (v.g. alimentos, alcohol), o incluso con una situación especial del mismo, como puede ser una deshidratación. Otras veces la interacción no implica al efecto del fármaco, sino que se modifican algunas determinaciones de laboratorio debido a la presencia de un fármaco en la sangre del individuo (interferencias analíticas).
Igualmente se puede encontrar una interacción fuera del organismo, previa a la administración, como por ejemplo al mezclar dos fármacos en un suero fisiológico para su administración intravenosa. Por similitud conceptual se verán todas estas situaciones bajo el mismo epígrafe.

## Sinergia y antagonismo
Cuando la interacción da lugar al aumento de efecto de uno o de los dos fármacos se habla de efecto sinérgico'. Una sinergia de suma es cuando el efecto final es aproximadamente igual a la suma de los efectos de ambos fármacos. Cuando el efecto final es mucho mayor del esperado por esta suma se trata de una sinergia de potenciación. Este concepto es el reconocido por la mayoría de los autores, aunque otros reservan el término de sinergia sólo para cuando existe potenciación. Así, se aplica el término de efecto aditivo a la sinergia de suma, mientras que el término de efecto sinérgico se aplica a la sinergia de potenciación.
El concepto contrario a la sinergia es el antagonismo. Dos fármacos son antagonistas cuando la interacción da lugar a una disminución de los efectos de uno o ambos fármacos.
Tanto sinergia como antagonismo pueden presentarse en diferentes momentos de la interrelación de un fármaco con el organismo, pudiendo recibir entonces otros nombres. Por ejemplo, cuando la sinergia se produce a nivel del receptor celular se habla de agonismo, y las sustancias implicadas serían agonistas.  En cambio, en el caso del antagonismo, las sustancias implicadas se conocen como antagonistas. Las diferentes respuestas del receptor a la acción del fármaco es fruto de sucesivas clasificaciones, con lo que se usan términos como agonista parcial, antagonista competitivo y similares, conceptos estos que tienen aplicación fundamental en la farmacodinámica de estas interacciones. La multiplicidad de clasificaciones existentes a este nivel unido al desconocimiento frecuente de los verdaderos mecanismos de acción de muchos fármacos, hacen que sea casi imposible una clasificación clara de estos conceptos e incluso que muchos autores puedan confundirlos.

## Factores predisponentes
Las interacciones medicamentosas pueden ser buscadas de forma consciente para aprovechar sus resultados positivos. Sin embargo, son sus efectos negativos los que más interesan, por la trascendencia patológica que pueden suponer y también porque en muchas ocasiones no son esperados y a veces ni siquiera diagnosticados. Estudiar las condiciones que favorecen la aparición de interacciones ayudará a estar alerta para prevenirlas o al menos diagnosticarlas a tiempo. Entre estas condiciones o factores que predisponen o favorecen la aparición de interacciones se encuentran:
- Ancianos: En una interacción pueden entrar en juego factores de la fisiología humana que van cambiando con la edad. Así, el metabolismo hepático, el funcionamiento renal, la transmisión nerviosa o el funcionamiento de la médula ósea, son ejemplos de funcionalismo que se ve disminuido en las personas de edad avanzada. Otro factor a tener en cuenta es el hecho de que en los ancianos hay una disminución sensorial y sensitiva, que favorece los errores a la hora de la administración de los fármacos.[4]
- Polimedicados: Cuantos más fármacos tome un paciente más posibilidad habrá de que algunos de ellos puedan interaccionar entre sí.[5]
- Factores genéticos: Los genes son los responsables de la síntesis de enzimas que actúan en el metabolismo de los fármacos. Algunas razas presentan variaciones respecto al genotipo que pueden hacer que tengan una disminución o un aumento de dichas enzimas. La consecuencia será en ocasiones una mayor predisposición para las interacciones farmacológicas y sobre todo para los efectos adversos. Es el caso de las variaciones en el genotipo respecto a las isoenzimas del citocromo P450.
- Enfermos hepáticos o renales: Para fármacos que se metabolizan en el hígado y/o se eliminan por el riñón, el mal funcionamiento de estos dos órganos puede alterar significativamente sus valores en sangre, normalmente aumentándolos.[5]
- Patologías graves que no toleran un descenso en la dosis del medicamento.
- Factores dependientes de los fármacos:[6]
  - Margen terapéutico estrecho: La diferencia entre la dosis eficaz y la dosis tóxica es pequeña.[n. 1] Es el caso de la digoxina, por ejemplo.
  - Curva dosis-respuesta acentuada: Pequeños cambios en las dosis producen grandes cambios en la concentración plasmática del fármaco.
  - Metabolismo hepático saturable: Por encima de determinada dosis la capacidad de metabolizar el fármaco está muy disminuida.

## Interferencias analíticas
La detección de los parámetros del laboratorio se basa en reacciones físico-químicas entre la sustancia a medir y reactivos diseñados para el efecto. Estas reacciones pueden verse alteradas por la presencia de fármacos dando lugar a aumentos o disminuciones de los resultados reales. Es el caso de elevaciones de los niveles de colesterol u otros lípidos sanguíneos como consecuencia de la presencia en sangre de algunos psicofármacos. Son falsas elevaciones que no deben confundirse con la acción de algunos fármacos que sí aumentan realmente el colesterol en sangre debido a una interacción con su metabolismo.
La mayoría de los autores no las consideran verdaderas interacciones, por lo que se evitará mayor extensión al respecto.

## Interacciones farmacéuticas
También conocidas como incompatibilidades farmacotécnicas, son reacciones químicas que se producen fuera del organismo al querer mezclar dos o más fármacos para su administración conjunta. Habitualmente la interacción es de tipo antagónico y casi siempre suele afectar a los dos fármacos. Ejemplos de este tipo de interacciones serían la mezcla de penicilinas y aminoglucósidos en el mismo bote de suero, que originan un precipitado insoluble, o de ciprofloxacino con furosemida. También podemos incluir aquí la interacción de algunos fármacos con el medio, que impide que por ejemplo ciertos fármacos puedan administrarse en botes de plástico porque se fijan a las paredes del mismo, perdiendo concentración.
Muchos autores no las consideran interacciones en el sentido estricto. Un ejemplo es la base de datos de interacciones del Consejo General de Colegios Oficiales de Farmacéuticos de España, que no las incluye entre sus cerca de 90 000 interacciones registradas.

## Interacciones farmacodinámicas
En las interacciones farmacodinámicas toma relevancia la modificación de la respuesta del organismo ante la llegada del fármaco. Son extraordinariamente difíciles de clasificar dada la gran variedad de mecanismos de acción que existen y a que muchos fármacos pueden ejercer su efecto a través de varios mecanismos de acción. Esta gran diversidad conduce también a que su desconocimiento, salvo los casos muy claros, es importante. Existe la sospecha muy fundada de que se desconocen muchas más interacciones de este tipo que las que se conocen.

Efectos de la inhibición competitiva de un agonista con el aumento de las concentraciones de un antagonista. La potencia de un fármaco puede verse afectada (traslado de la curva hacia la derecha) por la presencia de una interacción antagonista. pA_{2} se conoce como la representación de Schild, un predictor matemático de la relación agonista:antagonista o viceversa.

Las interacciones farmacodinámicas se pueden producir:
1. Sobre receptores farmacológicos:[9] Las interacciones sobre el receptor son las más claras de definir, pero también las menos frecuentes. Desde el punto de vista farmacodinámico, dos fármacos pueden considerarse:
  1. Homodinámicos, si actúan sobre el mismo receptor. A su vez, pueden ser:
    1. Agonistas puros, cuando se unen al locus principal del receptor consiguiendo un efecto similar al del fármaco principal.
    2. Agonistas parciales si, al enlazarse en un locus secundario del receptor, tienen el mismo efecto que el fármaco principal, pero con una intensidad más baja.
    3. Antagonistas, si se enlazan directamente sobre el locus principal del receptor pero su efecto es contrario al del fármaco principal. A su vez, pueden ser:
      1. Antagonistas competitivos, si compiten con el fármaco principal por ocupar el receptor. La cantidad de antagonista o de fármaco principal que nos encontremos unida al receptor dependerá de las concentraciones de cada uno de ellos en el plasma.
      2. Antagonistas irreversibles, cuando el antagonista se une al receptor de forma irreversible, y no se desprende de él hasta que no es inutilizado. En un principio la cantidad de antagonista y agonista que se unen al receptor dependerá de las concentraciones, pero como el fármaco principal se suelta del receptor por la presencia del antagonista y este no lo hace por mucha cantidad de fármaco principal que exista, terminan todos los receptores ocupados por el antagonista.
      3. Antagonistas no competitivos, cuando el antagonista no se une al receptor, sino que actúa sobre pasos ulteriores para evitar la respuesta del agonista.

  2. Heterodinámicos, si actúan sobre distintos receptores.
2. Sobre los mecanismos de transducción de la señal: es decir, sobre los procesos moleculares que se ponen en marcha tras la interacción del fármaco con el receptor.[10]  Por ejemplo, se conoce que la hipoglucemia (glucosa baja en la sangre) produce en el organismo una descarga de catecolaminas, la cual por una parte pone en marcha mecanismos de compensación para aumentar la cantidad de glucosa en sangre, y por otra origina una serie de síntomas que el sujeto puede reconocer y le permite actuar en consecuencia (tomando azúcares). En el supuesto de que un paciente tome un fármaco como la insulina que sirve para disminuir la glucemia y a la vez tome otro fármaco como algunos beta bloqueantes por una patología cardíaca, los beta bloqueantes ejercen su acción bloqueando receptores de adrenalina, lo que hace que no se produzca la reacción originada por las catecolaminas en el caso de que se presente una hipoglucemia. Por tanto, no se adoptan mecanismos correctores del proceso y el riesgo de una reacción grave se eleva mucho con la toma coincidente de ambos fármacos.
3. Sobre sistemas fisiológicos antagónicos:[10] Supóngase un fármaco A que ejerce su efecto sobre un órgano determinado. Este efecto se sabe que aumenta cuando hay mayor cantidad de una sustancia fisiológica S en el organismo. Supóngase, también,  un fármaco B que actuando sobre otro órgano aumenta la cantidad de esa sustancia S. Si se toman los dos fármacos de forma simultánea, el A podrá originar una reacción adversa por el aumento del efecto originado indirectamente por el fármaco B. Un ejemplo concreto sería el uso concomitante de digoxina y furosemida. El primero actúa sobre las fibras cardíacas, pero su efecto se ve aumentado si hay poca cantidad de K (potasio) en el plasma. La furosemida es un diurético, que disminuye la tensión arterial, pero que favorece la pérdida de K+. Esto puede llevar a una hipopotasemia (niveles bajos de potasio en la sangre) y como consecuencia a una mayor toxicidad de la digoxina.

## Interacciones farmacocinéticas
Las modificaciones en el efecto se deben a diferencias en la absorción, transporte, distribución, metabolización o excreción de uno o los dos fármacos con respecto a las esperadas de cada fármaco si se toman de forma individual. Son, pues, modificaciones en la concentración de los fármacos.
A este respecto dos fármacos pueden ser homoérgicos si tienen el mismo efecto en el organismo y heteroérgicos si sus efectos son diferentes.

### Interacciones en la absorción

#### Alteraciones de la motilidad
Algunos fármacos, como los procinéticos, aumentan la velocidad del tránsito intestinal. Al estar menos tiempo el fármaco en contacto con la zona de absorción del tubo digestivo, ésta disminuye. Lo contrario puede ocurrir con fármacos que disminuyen la motilidad intestinal.

#### Alteraciones a nivel de la luz del tubo digestivo
- pH: Los fármacos pueden presentarse bajo forma ionizada o no ionizada, dependiendo de su pKa (pH al cual el fármaco encuentra un equilibrio entre forma ionizada y no ionizada).[11] Las formas no ionizadas de los fármacos suelen ser liposolubles, lo cual facilita su absorción por difusión pasiva. Evidentemente, al aumentar la absorción se aumenta la biodisponibilidad del fármaco y puede que su concentración máxima en sangre. Este conocimiento puede ser útil ante ciertos fármacos de difícil absorción oral, pero puede también convertirse en un factor negativo al disminuir la biodisponibilidad de otros fármacos. En líneas generales este principio afecta sobre todo a los ácidos y bases débiles, que tienen mayor tendencia a la disociación.

Algunos fármacos necesitan de un pH ácido en el estómago para su absorción. Otros necesitan del pH alcalino del intestino.  Cualquier modificación del pH puede alterar esta absorción. Es el caso de los antiácidos, que al aumentar el pH pueden dificultar la absorción de otros fármacos como zalcitabina (puede disminuir la absorción en un 25 %)  tipranavir (25%) y amprenavir (hasta el 35 %). Sin embargo puede ocurrir en menos ocasiones que el aumento del pH aumente también la absorción. Es el caso de la asociación de la cimetidina con didanosina. En ambos casos, la separación entre la toma de los dos fármacos unas dos a cuatro horas suele ser suficiente para evitar la interacción.
- Solubilidad del fármaco: Algunos fármacos disminuyen de forma importante su absorción si se administran de forma conjunta con alimentos ricos en grasas. Es el caso de los anticoagulantes orales y el aguacate.
- Formación de complejos no absorbibles:
  - Quelación: La presencia de cationes di o trivalentes origina una quelación de algunos fármacos, dificultando su absorción. Es frecuente entre algunos fármacos como la tetraciclina o las fluorquinolonas y los derivados lácteos (por la presencia de Ca++).
  - Una segunda posibilidad es la unión a proteínas. Algunos fármacos, como el sucralfato tienen la propiedad de unirse a proteínas, sobre todo si son de alta biodisponibilidad. Por ello está especialmente contraindicado en nutriciones enterales su uso en la misma sonda.[13]
  - Existe la capacidad adsortiva, en la cual una molécula de mayor tamaño atrae a una menor. Por ejemplo, en casos de intoxicaciones se utiliza el carbono activado porque atrae moléculas pequeñas y ayuda a desintoxicar.
  - Finalmente, otra posibilidad es que el fármaco sea "secuestrado" en la luz intestinal, formando grandes complejos que impiden su absorción. Es el caso de la colestiramina si se asocia a sulfametoxazol, tiroxina, warfarina o digoxina.
- Actuando sobre la glicoproteína P del enterocito: Parece ser que este es uno de los mecanismos del zumo de pomelo para aumentar la biodisponibilidad de varios fármacos, al margen de su demostrada actividad inhibidora sobre el metabolismo de primer paso.[14]

### Interacciones en el transporte y distribución
El principal mecanismo de interacción es por competición en el transporte asociado a proteínas plasmáticas. En estos casos el fármaco que llega primero se acopla con las proteínas plasmáticas, quedando el otro fármaco en mayor medida disuelto en el plasma, lo que modifica su concentración. El organismo tiene mecanismos para contrarrestar estas situaciones (por ejemplo aumentando el aclaramiento plasmático), por lo que no suelen ser clínicamente relevantes. No obstante, hay que tenerlas en cuenta si además encontramos asociado algún otro problema, como que la vía de eliminación esté afectada.

### Interacciones en la metabolización

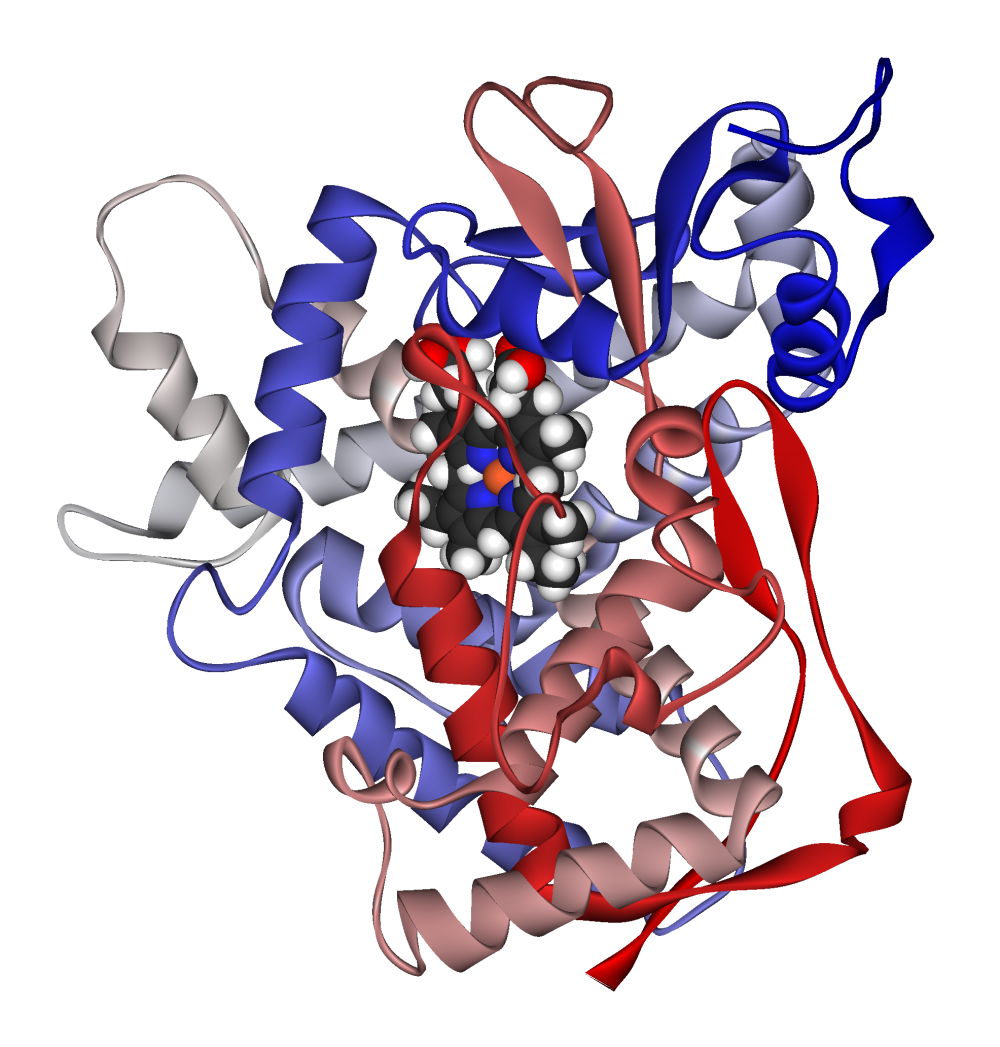
Diagrama del citocromo P450 isoenzima 2C9 con el grupo hemo en el centro de la enzima.

#### El CYP450
El Citocromo P450 es una enorme familia de hemoproteínas que se caracterizan por su actividad enzimática y su participación en el metabolismo de numerosos fármacos. De las varias familias que lo componen en el ser humano, las más interesantes a este respecto son la 1, 2 y 3, y las enzimas concretas de mayor significación son las CYP1A2, CYP2C9, CYP2C19, CYP2D6, CYP2E1 y CYP3A4.
La mayoría de las enzimas también intervienen en el metabolismo de sustancias endógenas, como pueden ser esteroides u hormonas sexuales, lo cual también es de interés a la hora de su interferencia.
De cara a las interacciones estas enzimas pueden ser estimuladas en su función (inducción enzimática) o inhibidas (inhibición enzimática).
| Fármacos                             | Isoencima CYP         |
| ------------------------------------ | --------------------- |
| Inductores                           |                       |
| Alcohol                              | CYP2E1                |
| Tabaco                               | CYP1A2                |
| Carbamacepina                        | CYP3A4                |
| Isioniacida (inicio del tratamiento) | CYP2E1                |
| Dexametasona                         | CYP3A4                |
| Fenitoína                            | CYP3A4                |
| Rifampicina                          | CYP3A4/CYP2C9/CYP1A2  |
| Inhibidores                          |                       |
| Cimetidina                           | CYP1A2/CYP3A4         |
| Ciprofloxacino                       | CYP1A2                |
| Disulfiram                           | CYP2E1                |
| Eritromicina                         | CYP1A2/CYP3A4         |
| Fluconazol                           | CYP2C9                |
| Fluoxetina                           | CYP2C19/CYP3A4/CYP2D6 |
| Omeprazol                            | CYP2C19               |
| Metronidazol                         | CYP2C9                |
| Diltiacem                            | CYP1A2                |
| Isoniacida (tratamiento crónico)     | CYP2E1                |
| Ketoconazol                          | CYP3A4                |

#### Inhibición enzimática
Tómese un fármaco A que es metabolizado por una enzima del citocromo P450. Por otra parte, un fármaco B que al actuar sobre dicha enzima la inhibe, es decir, que disminuye su actividad. En este caso lo que ocurrirá es que el fármaco A mantendrá durante más tiempo niveles elevados en plasma ya que su inactivación es más lenta. En consecuencia, la inhibición enzimática trae consigo un aumento del efecto del fármaco. Esta situación puede dar lugar a una amplia serie de reacciones adversas.
En ocasiones puede darse una situación paradójica y es que la inhibición enzimática conlleve una disminución del efecto del fármaco: Téngase un fármaco A que al ser metabolizado da lugar a un producto A2, el cual es el que realmente ejerce el efecto del fármaco. Si se inhibe la metabolización mediante un fármaco B, disminuimos la cantidad de A2 circulante y por tanto se disminuye el efecto final del fármaco.

#### Inducción enzimática
Téngase un fármaco A que es metabolizado por una enzima del citocromo P450. Y téngase un fármaco B que al actuar sobre dicha enzima la induce, es decir, que aumenta su actividad. En este caso lo que ocurrirá es que el fármaco A mantendrá durante menos tiempo sus niveles en plasma ya que su inactivación es más rápida. En consecuencia, la inducción enzimática trae consigo una disminución del efecto del fármaco.
Al igual que en el caso anterior se pueden encontrar situaciones paradójicas cuando el responsable del efecto del fármaco es un metabolito activo. En este caso, al aumentar el metabolito activo (A2, siguiendo el ejemplo anterior), se produce un aumento del efecto del fármaco.
No es infrecuente que en ocasiones un sujeto esté tomando dos fármacos que sean inductores enzimáticos, uno inductor y otro inhibidor o ambos inhibidores, lo cual complica mucho más el control de la medicación del individuo y el evitar las posibles reacciones adversas.
A modo de ejemplo podrá verse una tabla de la CYP1A2, enzima con más presencia en el hígado humano, tabla en donde se incluyen los sustratos (fármacos que son metabolizados por esta enzima), los inductores y los inhibidores de su actividad:
| Fármacos relacionados con la CYP1A2.                                        |                        |                                                                                        |
| Sustratos.                                                                  | Inhibidores.           | Inductores.                                                                            |
| - Cafeína - Teofilina - Fenacetina - Clomipramina - Clozapina - Tioridazina | - Omeprazol - Nicotina | - Fenobarbital - Fluvoxamina - Venlafaxina - Ticlopidina - Cimetidina - Ciprofloxacino |

Aunque no sea la más numerosa, sí que se sabe que la CYP3A4 es la que mayor número de fármacos tiene como sustratos, habiéndose descrito más de cien fármacos que dependen de su actividad para metabolizarse y otros muchos que actúan como inductores o inhibidores sobre ella.
Ciertos alimentos también tienen la capacidad de actuar como inductores o inhibidores de la actividad enzimática. La siguiente tabla nos muestra los más frecuentes:
| Los alimentos y su influencia en el metabolismo de los fármacos. |                                                        | |
| Alimentos.                                                       | Mecanismo.                                             | Fármacos afectados. |
| - Aguacate - Crucíferas (coles de Bruselas, brócoli, repollo)    | Inductor enzimático                                    | Acenocumarol, warfarina |
| Zumo de pomelo                                                   | Inhibición enzimática                                  | - Bloqueador de canales de calcio: nifedipino, felodipino, nimodipino, amlodipino - Ciclosporina, tacrolimus - Terfenadina, astemizol - Cisaprida, Pimozida - Carbamazepina, saquinavir, midazolam, alprazolam, triazolam |
| Soja                                                             | Inhibición enzimática                                  | Clozapina, haloperidol, olanzapina, cafeína, AINE, fenitoína, zafirlukast, warfarina |
| Ajo                                                              | Aumenta la actividad antiplaquetaria                   | - Anticoagulantes - AINE, ácido acetilsalicílico |
| Ginseng                                                          | En estudio                                             | Warfarina, heparina, aspirina y AINE |
| Ginkgo biloba                                                    | Inhibidor potente del factor de agregación plaquetaria | Warfarina, aspirina y AINE |
| Hypericum perforatum (hierba de San Juan)                        | Inductor enzimático (CYP450)                           | Warfarina, digoxina, teofilina, ciclosporina, fenitoína y antirretrovirales |
| Efedra                                                           | Agonista a nivel de receptores                         | IMAO, estimulantes del sistema nervioso central, alcaloides ergotamínicos y xantinas |
| Kava (Piper methysticum)                                         | Desconocido                                            | Levodopa |
| Jengibre                                                         | Inhibe la tromboxano sintetasa (in vitro)              | Anticoagulantes |
| Manzanilla                                                       | Desconocido                                            | Benzodiacepinas, barbitúricos y opioide |
| Espino blanco                                                    | Desconocido                                            | Antagonistas beta adrenérgicos, cisaprida, digoxina, quinidina |

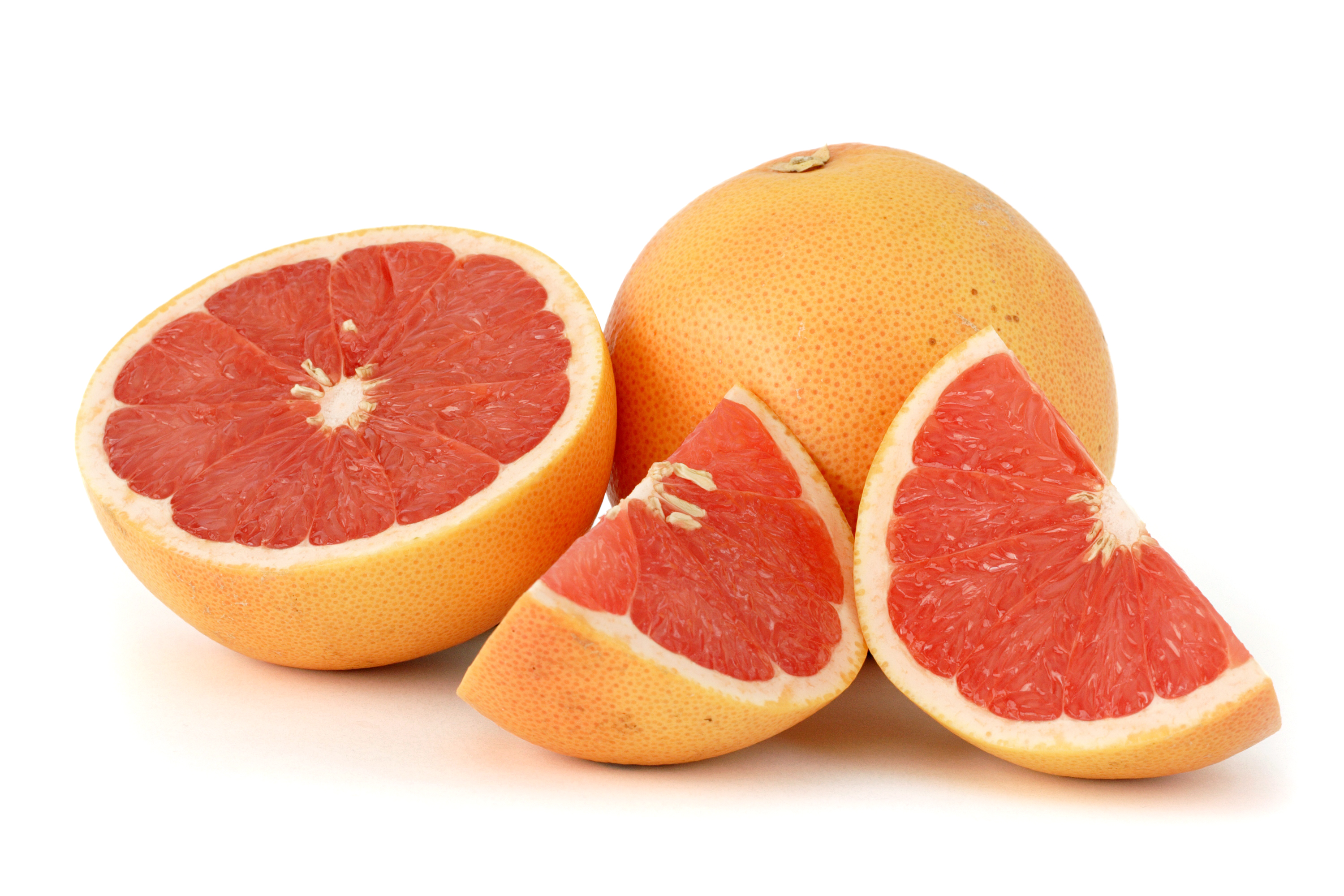
Pomelo

En el estudio de interacciones farmacológicas de ciertos medicamentos, se deben incluir también las posibles interacciones de algunas plantas medicinales. Las plantas medicinales deben ser consideradas a todos los efectos como medicamentos, ya que al ser administradas interaccionan con el organismo dando lugar a una respuesta farmacológica. Esta respuesta puede ser modificada por otros fármacos, y de igual manera, las plantas pueden dar lugar a cambios en los efectos de otros principios activos.
Existen pocos datos acerca de interacciones en las que se vean implicadas las plantas medicinales, debido a múltiples factores:

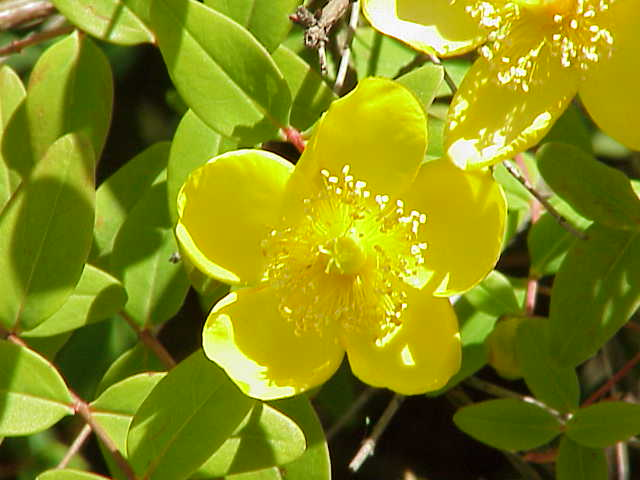
Flor del hipérico

1. Falsa seguridad de las plantas medicinales. La interacción de una planta medicinal con otro fármaco suele ser pasada por alto debido a la creencia de la "seguridad de las plantas medicinales".
2. Variabilidad de la composición cualitativa y cuantitativa. La composición de una droga vegetal suele estar sometida en ocasiones a variaciones importantes por factores estacionales, edáficos, climáticos o por la existencia de plantas de una misma especie con distinta composición (variedades o razas químicas). En ocasiones, una interacción puede ser debida a un único principio activo, pero este puede estar ausente en algunas variedades químicas o puede aparecer en muy baja cantidad, por lo que no produciría la interacción. Incluso pueden aparecer interacciones contrarias. Así, por ejemplo, el ginseng, que en su variedad Panax ginseng aumenta el INR, mientras que la variedad Panax quinquefolius lo disminuye.[24]
3. Ausencia de la utilización en grupos de riesgo, como los pacientes hospitalizados y polimedicados, que son los individuos en los que predominan las interacciones farmacológicas.
4. Limitado consumo de las plantas medicinales, lo que ha dado lugar a una falta de interés por este tema.[25]

En este caso se han incluido dentro de los alimentos porque suelen tomarse como infusiones o complementos alimenticios, aunque cada vez más se toman las plantas medicinales bajo presentaciones galénicas más habituales entre los medicamentos: píldoras, grageas, cápsulas, etcétera.

### Interacciones en la excreción

#### Excreción renal

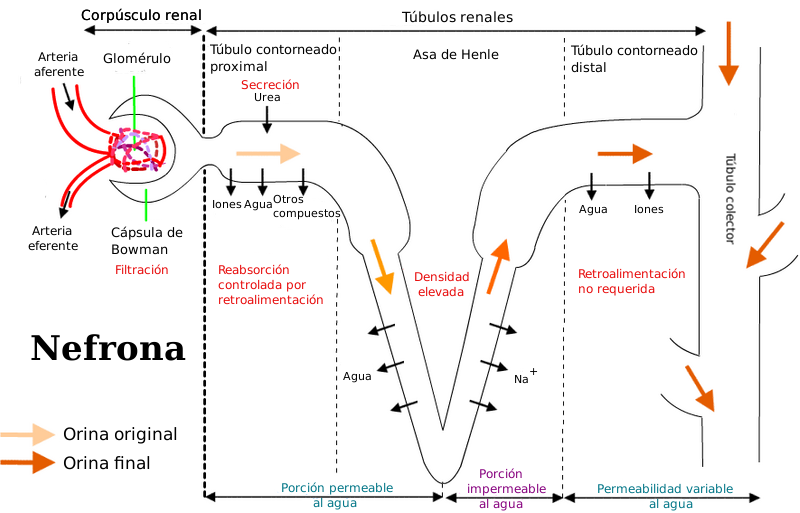
Secreción y absorción a lo largo de la nefrona humana.

Los fármacos presentes en el plasma sanguíneo pueden ser eliminados a través del riñón sólo en la fracción libre que va disuelta en plasma. Es decir, que los fármacos de alta unión a proteínas presentarán poco porcentaje de excreción renal, al menos en tanto no sean metabolizados, pudiendo entonces eliminarse en forma de metabolitos.
El aclaramiento de creatinina, fórmula que se aplica para conocer el grado de funcionamiento renal, sólo orientará en aquellos casos en los que el fármaco se elimina de forma inalterada por la orina.
La excreción a nivel renal de los fármacos tiene las mismas propiedades que las de cualquier otro soluto orgánico a nivel de la nefrona: filtración pasiva, reabsorción y secreción activa. Para esta última se han encontrado mecanismos de secreción de fármacos sujetos a gasto energético y a las condiciones de saturabilidad del transportador y competencia entre sustratos. Por tanto estos son lugares clave en donde la interacción puede producirse.
La filtración dependerá entre otros factores del pH de la orina, habiendo sido constatado que los fármacos que funcionan como bases débiles se eliminan en mayor medida conforme se acidifica el pH urinario, y a la inversa cuando se trata de ácidos débiles. Este mecanismo, de gran utilidad en el tratamiento de intoxicaciones (bien acidificando o bien alcalinizando la orina), es también aprovechado por algunos fármacos y productos herbales para ejercer su interacción.
| Fármacos que se comportan como ácidos o bases débiles | |
| Ácidos débiles. | Bases débiles. |
| - Ácido acetilsalicílico - Furosemida - Ibuprofeno - Levodopa - Acetazolamida - Sulfadiazina - Ampicilina - Clorotiazida - Paracetamol - Cloropropamida - Cromoglicato - Ácido etacrínico - Alfametildopa - Fenobarbital - Warfarina - Teofilina - Fenitoína | - Reserpina - Amfetamina - Procaína - Efedrina - Atropina - Diazepam - Hidralazina - Pindolol - Propranolol - Salbutamol - Alprenolol - Terbutalina - Amilorida - Clorfeniramina |

#### Excreción biliar
A diferencia de la excreción renal, la biliar se produce siempre con gasto energético, ya que se realiza por transporte activo en el epitelio biliar en contra de un gradiente de concentración. Este sistema de transporte también es saturable si las concentraciones plasmáticas de fármaco son elevadas.
La excreción biliar se da sobre todo en fármacos de peso molecular superior a 300 y que presentan tanto grupos polares como lipofílicos. La glucuronidación del fármaco a nivel hepático también facilita la excreción biliar.
Al depender de un receptor este puede ser bloqueado por sustancias con propiedades físico-químicas similares, lo cual es de interés a la hora de valorar las interacciones.
En ocasiones el fármaco excretado por la bilis puede ser reabsorbido a nivel intestinal (entrada en el circuito entero-hepático), punto este donde también se puede dar la interacción.